# Jôf di Montasio
Jôf di Montasio (słoweń. Špik nad Policami, niem. Bramkofel) – szczyt w Alpach Julijskich, w Alpach Wschodnich. Leży w północnych Włoszech, w prowincji Udine, tuż przy granicy z Austrią i Słowenią. Friulska nazwa szczytu Jôf dal Montâs jest też czasem nazywana w Słowenii jako Montaž i w Austrii jako Montasch.